# Michaela Maupicová
Michaela Maupicová Vélová (19. srpna 1982, Příbram – 16. června 2018, Olomouc) byla česká kreslířka a malířka. Její dílo zahrnuje i objekty, instalace a nová média. Byla provdaná za Vladimíra Vélu.

## Životopis
Michaela Maupicová absolvovala obor broušení a rytí drahých kamenů na Střední uměleckoprůmyslové škole v Turnově (1996–2001, ak. mal. Václav Zajíc) a obor ražená medaile a mince na SUPŠ a VOŠ v Jablonci nad Nisou (2001–2002, ak. soch. Jan Lukáš). V letech 2002–2006 studovala v ateliéru kresby prof. Jitky Svobodové na Akademii výtvarných umění v Praze. Studium ukončila roku 2008 v intermediální škole prof. Milana Knížáka. Roku 2004 a 2007 obdržela Ateliérovou cenu AVU.
Na výtvarné scéně působila od roku 2004. V roce 2009 se stala finalistkou Ceny 333 Národní galerie v Praze a získala 2. cenu v prestižní soutěži pro mladé umělce v Berlíně (Kunstpreis 2009). V roce 2011 byla zastoupena na významné výstavě Fundamenty & sedimenty v Galerii hlavního města Prahy. Jako typografka se podílela na publikacích o výtvarném umění a fotografii. Od roku 2010 spolupracovala na některých projektech Galerie hlavního města Prahy jako grafička a grafická editorka tiskových materiálů nebo asistentka výstav.
Byla provdaná za malíře Vladimíra Vélu, se kterým má syna Theodora. Zemřela po těžké nemoci ve věku 35 let.

## Dílo
Během středoškolských studií získala Maupicová dobrou kresebnou průpravu i řemeslné základy potřebné k převedení kresby do výsledné realizace trojrozměrného artefaktu. Přechodem z ateliéru kresby na AVU do ateliéru intermédií získala svobodnější prostor k uvažování o své tvorbě a impuls ke konceptuálním realizacím.
Maupicová měla nekonvenční a mnohovrstevný talent, který uplatnila k suverénnímu zvládnutí různých výtvarných médií. Její hlavní doménou byla kresba a malba, s přesahem k objektu, instalaci a novým médiím. Postupně si vypracovala osobitý výtvarný projev „dějové abstrakce“, kterou lze označit za svého druhu existenciální. Z doby studia pocházejí její variabilní instalace z čtvercové dlažby (Dlažba, 2005) a papírových krabic v kombinaci s kresbami (Krabice, 2006), které prozrazují zájem o geometrický řád, nepravidelně narušovaný biomorfními prvky. Takové jsou i její rané objekty sestavené z nesourodých geometrických a z přírody odvozených forem a zbavené jakékoli užitné funkce (Dopravítka, 2008).
Její videozáznam Mistake (2008) v krátké časové smyčce zaznamenává v detailu monotónní pohyb zasouvajících se schodů eskalátoru jako abstraktní rytmizovanou strukturu rastrů, kterou dvakrát naruší obrazový šum. Maupicové se podařilo zachytit pomocí odcizeného mechanického prvku metaforu časové cykličnosti. Dílo získalo druhou cenu v mezinárodní soutěži berlínské nadace Leinemann-Stiftung für Bildung und Kunst.
Geometrické tvarosloví, které si Maupicová osvojila již během studia na AVU, se od minimalistické až elementárně znakové formy postupně rozvinulo do podoby členitých mozaikových vzorů. Malířka svá díla vytváří postupnou adicí tahů štětce a architektonickým budováním struktury z jednotlivých elementů. Tento konstruktivní přístup propůjčuje monumentálním kresbám charakter jakéhosi rukodělného „háčkování“, které v detailu zachovává živý organický tvar, založený na drobných nepřesnostech ruky. Rozsáhlý soubor tušových kreseb svým názvem Oriment (2009–2010) jako by odkazoval zároveň k ornamentu a japonské skládačce origami, tedy k souvislosti kreslených struktur v ploše s prostorovým objektem. Iluzi reliéfní plasticity navozují i soubory kreseb Struktury, Mezi, Schody. Charakter hledání tvaru pro jevy a skutečnosti, jež přesahují standardní lidskou zkušenost, měla společná výstava Geometrův zlý sen, jíž se Maupicová zúčastnila roku 2012.
Ve volném cyklu Domky (2011) Maupicová pomocí kresby zkoumá různé možnosti sestavení „domku z karet“ – od pevné prostorové konstrukce přes nejrůznější labilní sestavy popírající gravitaci až po zhroucení celé stavby na plochu (Karty, 2011). Zkoumáním konkrétních prostorových vztahů se Maupicová zabývala v několika skládaných objektech, v nichž jednotlivé elementy s reliéfním povrchem vytvářejí jakýsi prostorový ornament (Kostky I a II, 2010), nebo ve variabilu, složeném jako zámková dlažba, kde reliéf připomínající vlny navozuje dojem pohybu (Hladina, 2011).
Sdružováním totožných prvků do plošných ornamentálních struktur, které se rozpínají a štěpí všemi směry, Maupicová vytváří dojem nekonečného procesu, který se vymkl kontrole. Za přísností geometricky vyjádřené jistoty je skryt nekoordinovatelný emotivní plán, ve kterém malý posun vede ke zhroucení celé struktury. Hrozící chaos a pomíjivost, negující původní záměr, se staly jedním z ústředních témat jejích kreseb i konceptuálních projektů (Hnízda, 2006).
Maupicová zkoumá rozhraní, které představuje kvalitativní změnu fenoménu. Je jím hranice kresby a bílého papíru, nebo naopak síťové zahuštění kresby v samotném epicentru struktury, kde se rovina náhle hroutí a propadá. V cyklech Parelela (2013) a Jev (2014) přestává být struktura dominantní a je naznačena pouze lineárním rastrem, který se ztrácí v organickém tvaru, jehož objem je budován převážně světlem. Probuzený zájem Maupicové o organické tvary a tělesnost dokládají obrazy Buňka I a II (2015) a cyklus Srdce (2015). Opticky rozvlněná rovina obrazu v cyklu Vír (2015) i přechod k šedé tonalitě lékařského monitoru byla ovlivnila náhlou osobní zkušeností s onemocněním.
Struktury, kterými se Maupicová ve svých malířských dílech dlouhodobě zabývala, se postupně transformovaly od živelného a hravého dynamismu k pravidelnému geometrickému rastru a postupné dematerializaci a prosvětlení. V tvorbě Michaely Maupicové vždy hrálo důležitou roli světlo, které pronikalo ve skvrnách z pozadí jejích černých tušových kreseb. V pozdějších dílech nabíralo na intenzitě a projasňovalo celé plochy zároveň s barvou, kde prvotní temnou modř postupně nahradila světlá královská modř, bíle lazurovaná lila a purpur, až po nejzářivější stříbrnou a zlatou barvu. Zlatá barva, symbolizující abstraktní duchovní sféru, tak zároveň naznačuje odpoutání od fyzické existence.

### Zastoupení ve sbírkách
- Národní galerie v Praze
- Oblastní galerie Liberec
- Severočeská sbírka[9]
- GASK - Galerie Středočeského kraje v Kutné Hoře
- Galerie Klatovy / Klenová
- Leinemann-Stiftung für Bildung und Kunst, Berlin
- soukromé sbírky doma a v zahraničí

### Výstavy

#### Autorské
- 2014 Michaela Maupicová: Hranice stínu, Oblastní galerie Liberec[10]
- 2015/2016 Michaela Maupicová: Skladby mysli, Galerie Středočeského kraje (GASK), Kutná Hora
- 2018 Michaela Maupicová: Skladby, Výklady AXA (Galerie Výklady AXA), Praha 1[11]
- 2018 Michaela Vélová Maupicová, Dům U Kamenného zvonu, Praha
- 2019 Michaela Vélová Maupicová (1982–2018), Colloredo-Mansfeldský palác, Galerie hlavního města Prahy

#### Společné
- 2008 Diplomanti AVU 2008, Veletržní palác, Praha
- 2008 Nic na odiv...?, Psychiatrická klinika – Kateřinská zahrada, Praha
- 2009/2010 NG 333 – Finalisté / Finalists, Veletržní palác, Praha
- 2010 Vladimír Véla, Michaela Maupicová, Galerie U rytíře, Liberec[12]
- 2011 Vladimír Véla, Michaela Maupicová, Galerie Michal’s Collection Praha
- 2011 Fundamenty & sedimenty / Vzpoura hraček 2011, Městská knihovna Praha
- 2012 Geometrův zlý sen, Topičův salon, Praha
- 2013 Malíři Pojizeří 2013, Muzeum a Pojizerská galerie Semily,
- 2013 Pod Ještědem – Současná výtvarné scéna Liberecka, Galerie města Plzně, Oblastní galerie Liberec
- 2013 Natři, Galerie Klatovy / Klenová
- 2014 Unter dem Jeschken – Die zeitgenössische kunstszene um Liberec, Stadtische Museen Zittau, Žitava
- 2014 Běl a čerň!, Muzeum a Pojizerská galerie Semily
- 2015 Umění Pojizeří: 55, Muzeum a Pojizerská galerie Semily
- 2015 Overture I., Hauch Gallery, Praha 8
- 2015 Mezičas, Topičův salon (2007–), Praha
- 2017 pOSTKONCEpTUÁLNÍ ANTIKONCEpCE, OGV - Galerie Alternativa, Jihlava
- 2017 Doma. Výběr ze sbírky Roberta Runtáka, Galerie Caesar, Olomouc
- 2018 Malíři Pojizeří: Pocta Václavu Žatečkovi, Muzeum a Pojizerská galerie Semily
- 2018 Postkonceptuální antikoncepce, Galerie U Bílého jednorožce, Klatovy
- 2019 Malíři Pojizeří. Prožité tajemno, Muzeum a Pojizerská galerie Semily
- 2020 pOSTKONCEpTUÁLNÍ ANTIKONCEpCE, Galerie 1, Praha